# 926

## Догађаји
- Италијански племићи се окрећу против краља Рудолфа II од Бургундије и траже да Хју од Провансе, ефективни владар Доње Бургундије, буде изабран за краља Италије. Рудолфов таст, војвода Бурцхард II од Швапске, упао је у заседу у близини Новаре, од стране послушника миланског надбискупа Ламберта. Рудолф, разочаран вестима, враћа се у Бургундију да се заштити. Хју је себе крунисао за краља Италије и именовао Жизелберта I за грофа палатина од Бергама (Северна Италија).
- Мађари опседају Аугсбург у Баварској, затим освајају манастир Сент Гален (савремена Швајцарска). После неуспешне битке са мештанима, спаљују предграђе Констанца, затим прелазе на запад и побеђују франачку војску коју је предводио војвода Лиутфред од Алзаса.
- Напад српске војске Михаила Вишевића на византијске поседе у Апулији.
- Краљ Етелстан од Весекса и Мерсије анектује Нортумбрију и присиљава Велс и Стратклајд да прихвате његов суверенитет заједно са Пиктима и Шкотима.
- 15. мај – Цар Зхуанг Зонг је убијен током побуне официра коју је предводио Гуо Цонгкиан у старој престоници Танга, Луојангу. Наследио га је усвојени брат Ли Сијуан (Минг Зонг) као владар Касног Танга. Ли шаље Јао Куна, као изасланика, да успостави пријатељски однос са Китанским царством.
- Папа Јован X се удружио са Хугом од Провансе изазивајући гнев Марозије, ћерке римског конзула Теофилакта I, која је удата за Хуговог ривала Гаја од Тоскане.

- Рат Немачке против Словена и Данаца.

## Смрти
- Алогоботур

- Вилијам II Аквитанијски